# Winnertzia assimilata
Winnertzia assimilata är en tvåvingeart som beskrevs av Boris Mamaev 1972. Winnertzia assimilata ingår i släktet Winnertzia och familjen gallmyggor. Inga underarter finns listade i Catalogue of Life.